# 장막성전
장막성전(帳幕聖殿)은 류재열(柳在烈)을 정점으로 한 신흥종교로 1980년 류재열이 미국 신학교로 유학을 가면서 장막성전의 이름은 이삭 장로교회로 바뀌었다. 1966년에 과천 막계리에 본부를 두었는데 현재 그 자리에는 서울랜드가 들어서있다.

## 역사
- 1960년대 초부터 부모와 함께 서울 상도동의 호생기도원을 다니던 유재열은 1965년 하나님으로부터 계시를 받았다하며 100일동안 초막에서 양육을 받고 이듬해 장막성전을 설립했다.
- 장막성전은 '종말 심판의 피난처'라 했고 막계동 청계산 저수지 일대에 400가구가 있었고(출처.서울도시계획이야기.4권) 전국적으로 약 2천명의 신도가 집단생활을 할 정도로 세력이 확장되었다.[1]
- 1970년경 유재열은 이만희 등의 고발로 형사처벌을 받았고 1980년 신군부 정권에 의해 교회가 와해되었다.[2][3]
- 유재열이 1980년 10월에 미국으로 이민을 떠나 목사 자격을 따기 위해 신학대학으로 갔다.
- 장막성전은 교회 명칭이 대한예수교장로회 이삭교회로 바뀌었다.
- 1971년 당시의 교세는 약 7천명으로 여자가 70%가량 차지하고 있었으며 연령은 40대 중년층이 대부분이었다.[4]

## 장막성전과 신천지
- 이만희은 1967년경 장막성전에 입교한 것으로 알려지고 있으며  장막성전의 목사격인 일곱 사자들이 부정을 저지르고 흩어지자, 장막성전을 탈퇴하였다.
- 이후 이만희는 장막성전 목자들의 부정과 비리를 고발하고 요한계시록 2-3장의 회개의 편지를 보내며, 장막성전에서 일어난 일들을 증거한다는 의미인 증거장막성전을 만들어 교세를 확장하고 있다. (2023년 하반기 기준 40만명 추산)
- 유재열의 장막성전은 이후 장로교 소속 이삭교회로 개종되었다.

## 연애
이만희는 연애하는 나이 남자 30세 여자 28세로 하고6개월 안에 결혼하라고 했는데 갈등의 원인을 신천지로 한다면 헤어지라고 했으며 그렇게 되면 신천지 내부에 알려야 되기 때문에 연애,결혼을 해도 신천지 중심으로 하는것과 같다.

## 같이 보기
- 신천지예수교 증거장막성전